# Algernon Percy (diplomate)
Pour les articles homonymes, voir Algernon Percy.
Algernon Percy (1779 – 1833), est un diplomate britannique.

## Biographie
Percy est le deuxième fils de Algernon Percy (1er comte de Beverley) et Isabella Burrell, fille de Pierre Burrell. Il est ministre plénipotentiaire près les Cantons Suisses de 1825 à 1832, succédant à Charles Richard Vaughan.
Il n’y a aucune trace du mariage de Percy. Il aurait eu deux filles avec Luise Verena Tschannen à Berne (Suisse), qu'il a nommées dans son testament. De plus, dans l'acte de baptême d'Emelia, l'aînée, Percy apparaît comme le père de la jeune fille,.